# Ruzhou
Ruzhou is een stad in de provincie Henan van China. Ruzhou     
ligt in de prefectuur Pingdingshan. Ruzhou heeft ongeveer 960.000 inwoners. Ruzhou is ook een arrondissement. 